# Marie-France Pisier
Marie-France Pisier (Đà Lạt in Vietnam, 10 mei 1944 - Saint-Cyr-sur-Mer, 24 april 2011) was een Franse actrice, filmregisseur, scenarioschrijfster en auteur.

## Leven en werk

### Afkomst en opleiding
Marie-France Pisier werd geboren in het protectoraat Annam dat deel uitmaakte van de Unie van Indochina, waar haar vader gouverneur was.
In 1950 werd haar vader aangesteld in Nieuw-Caledonië waar ze de rest van haar kindertijd doorbracht. Na de scheiding van haar ouders in 1956 kwam ze met haar moeder en haar zuster in Nice wonen. Na haar middelbaar onderwijs studeerde ze rechten en politieke wetenschappen in Nice.

### Beginjaren
In 1961 merkte François Truffaut haar op toen ze actief was in het amateurtoneel. Hij gaf haar de rol van Colette, een adolescente op wie Antoine Doinel verliefd werd in de korte film Antoine et Colette. Heel wat later dook Pisier weer op als Colette in de komedie L'Amour en fuite (1979), het sluitstuk van de Doinel-cyclus waarvoor ze met Truffaut meeschreef aan het scenario.
Tot haar eerste films behoorden drie misdaadfilms van Robert Hossein, waaronder Le Vampire de Düsseldorf (1965), Hosseins filmversie van het verhaal van Duitslands beruchtste seriemoordenaar. Pisier begon een relatie met Hossein na diens tweede echtscheiding. Regisseurs die de auteurscinema voorstonden maakten van Pisier hun muze. Zo verscheen ze onder meer in werk van Alain Robbe-Grillet (de surrealistische thriller Trans-Europ-Express (1967) en Charles Belmont (L'Écume des jours, 1968). In 1969 maakte ze kennis met een andere filmauteur, de jonge André Téchiné, in wiens debuut, het drama Paulina s'en va, ze meespeelde.

### Jaren zeventig en begin van de jaren tachtig: het succes

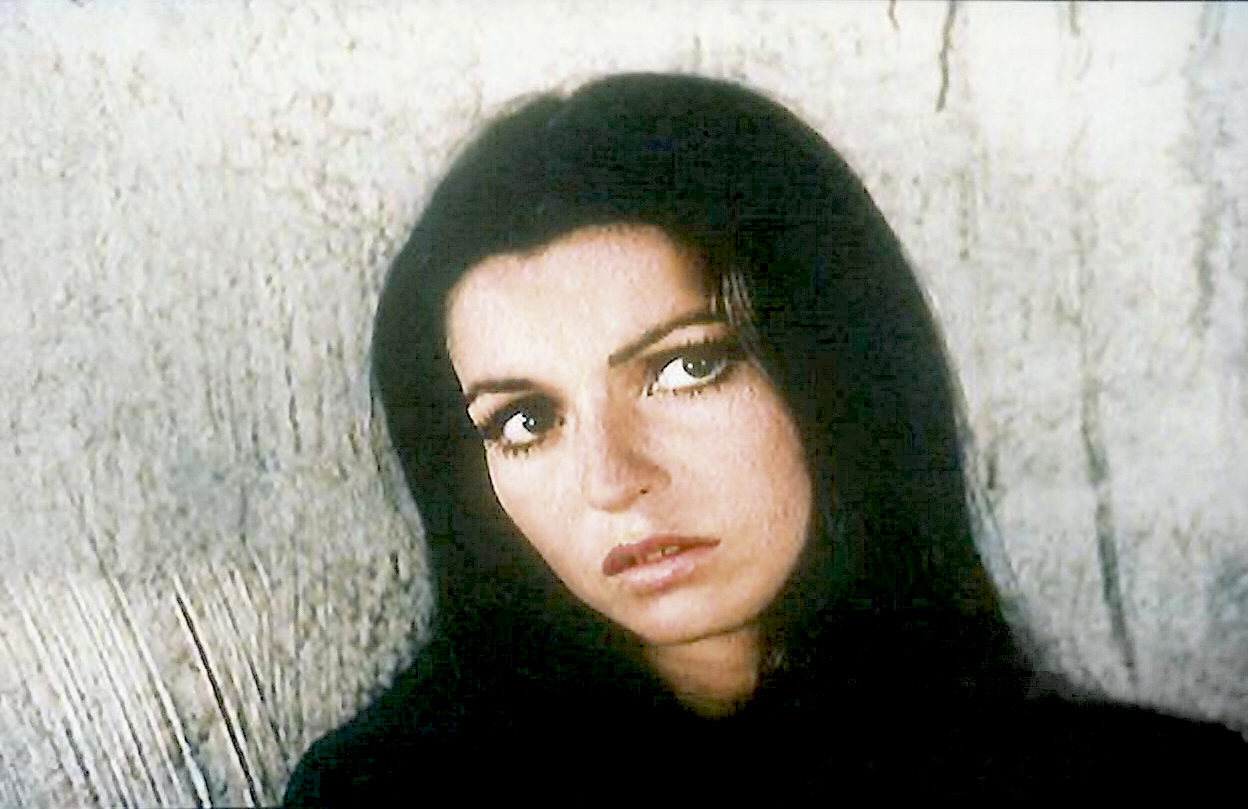
Portret van Marie-France Pisier in 1973.

In 1972 bezorgde haar hoofdrol in de televisieserie Les Gens de Mogador, een fel bekeken familiesaga, haar heel wat populariteit. Dit leverde haar de volgende tien jaar verscheidene successen op. Filmauteurs zoals Luis Buñuel (de tragikomische surrealistische fabel Le Fantôme de la liberté, 1974) en Jacques Rivette (de tragikomedie Céline et Julie vont en bateau, 1974) deden een beroep op haar. Dankzij Téchiné, met wie ze in de jaren zeventig drie films maakte, behaalde Pisier zowel in 1976 als in 1977 de César voor beste actrice in een bijrol. In 1976, het eerste jaar van de uitreiking van de Césars droeg haar vertolking in Cousin, cousine (Jean-Charles Tacchella) eveneens bij tot haar onderscheiding.
Deze romantische tragikomedie oogstte veel bijval in de Verenigde Staten wat haar een kortstondig Hollywoodavontuur en een opstap naar de publiekscinema opleverde. Zo was ze twee keer te zien aan de zijde van Jean-Paul Belmondo, eerst in de misdaadfilm Le Corps de mon ennemi (Henri Verneuil, 1976), daarna in L'As des as (Gérard Oury, 1982), een komische avonturenfilm die in Frankrijk dat jaar aan de filmkassa alleen door E.T. the Extra-Terrestrial werd geklopt. Ze ondersteunde bankierster Romy Schneider in het drama La Banquière (Francis Girod, 1980). De biopic Chanel Solitaire (1981) gaf haar de gelegenheid Coco Chanel te incarneren. In 1983 vertolkte ze een cynische televisieproducente in Le Prix du danger (Yves Boisset), een thriller die toen al de huidige tendens van de realityseries op televisie voorspelde.

### Latere filmcarrière
Vanaf de tweede helft van de jaren tachtig was ze beduidend minder op het witte doek te zien, wat onder meer door haar schrijfactiviteiten kon verklaard worden. Ze werd af en toe gevraagd voor aardige bijrollen door bekende persoonlijke cineasten zoals Jacques Demy, André Delvaux (in de Yourcenarverfilming L'Œuvre au noir, 1988), Jean-Charles Tacchella of de Chileense veelfilmer Raoul Ruiz (in de Proustverfilming Le Temps retrouvé, 1999). Door cultregisseur Andrzej Zulawski werd ze gevraagd om de hoofdrol van George Sand te vertolken in de tragikomedie La Note bleue (1991).
De nieuwe lichting Franse filmmakers bedacht haar voornamelijk met moederrollen: de dominante moeder in de komedie Pourquoi pas moi ? (1999), haar eigen moeder in de tragikomedie Comme un avion (2002), de neurotische moeder in het drama Ordo (2004), de gekke moederfiguur in de explosieve fictionele documentaire Pardonnez-moi (2006), Maïwenns langspeelfilmdebuut, of de egoïstische moeder in de tragikomedie Dans Paris (2006). Haar meest aangrijpende rol uit die tijd was uitgerekend die van een vrouw van middelbare leeftijd met een grote kinderwens in Marion (1997).

### Televisie en toneel
Pisier had een parallelle televisiecarrière die veertig jaar overspande. Ze verleende haar medewerking aan een dozijn televisieseries en aan een twintigtal televisiefilms.
Pas vanaf 1993 bouwde ze een bescheiden toneelcarrière uit. Zo gaf ze overtuigend gestalte aan Simone de Beauvoir in Liaison transatlantique waarin gefocust werd op de Beauvoirs relatie met de Amerikaanse schrijver Nelson Algren. Ze vertolkte ook meerdere keren Claudel en Guitry.

### Schrijfster en filmregisseur
In 1984 verscheen Le Bal du gouverneur, haar eerste autobiografisch getinte roman die zich afspeelt in Nieuw-Caledonië waar ze haar kindertijd doorbracht. Ze verfilmde zelf haar roman zes jaar later onder dezelfde titel. Er kwamen nog drie andere romans van haar hand op de markt.
In 2002 regisseerde ze haar tweede film, Comme un avion, waarvoor ze opnieuw inspiratie putte uit haar familiegeschiedenis: de latere zelfmoord van haar beide ouders.

### Privéleven
Ze was van 1973 tot 1979 gehuwd met de Franse advocaat en politicus Georges Kiejman.
In 2009 trad ze een tweede keer in het huwelijk, met de Franse zakenman Thierry Funck-Brentano, die sinds 1984 haar levenspartner was. Zij hadden samen een zoon en een dochter.

### Overlijden
Pisier overleed op 66-jarige leeftijd. Op 24 april 2011, in het midden van de nacht, trof haar echtgenoot haar levenloos aan op de bodem van het zwembad van hun villa. Men neemt aan dat zij is verdronken.

## Filmografie

### Lange speelfilms (ruime selectie)
- 1962: Antoine et Colette (episode Paris van François Truffaut als onderdeel van de sketchenfilm L'Amour à 20 ans)
- 1962: Le Diable et les Dix Commandements (Julien Duvivier)
- 1964: La Mort d'un tueur (Robert Hossein)
- 1964 : Les Amoureux du France (Pierre Grimblat en François Reichenbach)
- 1964: Les Yeux cernés (Robert Hossein)
- 1965: Le Vampire de Düsseldorf (Robert Hossein)
- 1967: Trans-Europ-Express (Alain Robbe-Grillet)
- 1968: L'Écume des jours (Charles Belmont)
- 1968: Baisers volés (François Truffaut)
- 1969: Paulina s'en va (André Téchiné)
- 1972: Le Journal d'un suicidé (Stanislav Stanojevic)
- 1974: Le Fantôme de la liberté (Luis Buñuel)
- 1974: Céline et Julie vont en bateau (Jacques Rivette)
- 1975: Cousin, cousine (Jean-Charles Tacchella)
- 1975: Souvenirs d'en France (André Téchiné)
- 1976: Barocco (André Téchiné)
- 1976: Le Corps de mon ennemi (Henri Verneuil)
- 1977: The Other Side of Midnight (Charles Jarrott)
- 1979: L'Amour en fuite (François Truffaut)
- 1979: Les Sœurs Brontë (André Téchiné)
- 1980: La Banquière (Francis Girod)
- 1981: Chanel Solitaire (George Kaczender)
- 1981: The Hot Touch (Roger Vadim)
- 1982: Der Zauberberg (Hans W. Geißendörfer)
- 1982: L'As des as (Gérard Oury)
- 1983: Le Prix du danger (Yves Boisset)
- 1983: Boulevard des assassins (Boramy Tioulong)
- 1983: L'Ami de Vincent (Pierre Granier-Deferre)
- 1985: Parking (Jacques Demy)
- 1985: Les Nanas (Annick Lanoë)
- 1988: L'Œuvre au noir (André Delvaux)
- 1991: La Note bleue (Andrzej Zulawski)
- 1995: Tous les jours dimanche (Jean-Charles Tacchella)
- 1996: Marion (Manuel Poirier)
- 1999: Le Temps retrouvé (Raoul Ruiz)
- 1999: Pourquoi pas moi ? (Stéphane Giusti)
- 2001: Inch'Allah dimanche (Yamina Benguigui)
- 2002: Comme un avion (Marie-France Pisier)
- 2004: Ordo (Laurence Ferreira Barbosa)
- 2006: Un ami parfait (Francis Girod)
- 2006: Dans Paris (Christophe Honoré)
- 2006: Pardonnez-moi (Maïwenn)
- 2009: La Traversée du désir (Arielle Dombasle)
- 2010: Il reste du jambon ? (Anne de Petrini)

### Scenarioschrijfster
- 1974: Céline et Julie vont en bateau (Jacques Rivette)
- 1979: L'Amour en fuite (François Truffaut)

### Filmregisseur
- 1990: Le Bal du gouverneur
- 2002: Comme un avion

## Romanschrijfster
- Le Bal du gouverneur, Grasset, 1984
- Je n'ai aimé que vous, Grasset, 1986
- La Belle Imposture, Grasset, 1992
- Le Deuil du printemps, Grasset, 1997

## Zangeres
- 1985: Just a Woman, liedje uit de komedie Les Nanas waarin ze de hoofdrol speelde
- 1990: Le Réveil de la liberté, samen met Richard Bohringer, Pierre Arditi, Jean-Claude Brialy, Robert Hossein en Marina Vlady, uitgebracht voor de stichting France-Libertés ten voordele van Roemenië

## Prijzen
- 1976: Cousin, cousine en Souvenirs d'en France : César voor beste actrice in een bijrol
- 1977: Barocco : César voor beste actrice in een bijrol
- 2006: Pardonnez-moi op het Festival international des jeunes réalisateurs van Saint-Jean-de-Luz

- Biblioteca Nacional de España: XX1540399
- Bibliothèque nationale de France: cb120137260 (data)
- Gemeinsame Normdatei: 172309263
- International Standard Name Identifier: 0000 0001 2124 4643
- Library of Congress Control Number: n88676000
- Nationale Bibliotheek van Tsjechië: xx0183939
- Nationale Bibliotheek van Israël: 987007350396905171
- Nederlandse Thesaurus van Auteursnamen: 072317752
- SNAC: w6tx45qk
- Système universitaire de documentation: 028265890
- Virtual International Authority File: 24612334
- WorldCat: E39PBJdRwc4BChjPVC8mwPMtrq